# Ophiotettix limosina
Ophiotettix limosina is een rechtvleugelig insect uit de familie doornsprinkhanen (Tetrigidae). De wetenschappelijke naam van deze soort is voor het eerst geldig gepubliceerd in 1865 door Snellen van Vollenhoven.